# Iglesia luterana ucraniana
La Iglesia Luterana Ucraniana (en ucraniano: Українська Лютеранська Церква) o ULC es la denominación cristiana de tradición luterana asentada en Ucrania. Está formada por 25 congregaciones en Ucrania, sirviendo a unos 2500 miembros y tiene el Seminario Teológico Luterano Ternopil en el oeste de Ucrania.

## Creencias y culto
La Iglesia luterana ucraniana utiliza el calendario juliano revisado para el año litúrgico y, por lo tanto, observa los días festivos y los tiempos litúrgicos, como la Gran Cuaresma, de manera similar a las costumbres ortodoxas.
La postura durante el culto, como inclinarse, es idéntica a la de otras partes del cristianismo oriental. El calendario litúrgico luterano utilizado por la iglesia incluye personajes estimados en el cristianismo oriental, como Juan Crisóstomo y Néstor el Cronista, así como propios de la Iglesia Luterana, como Lucas Cranach el Viejo y Martín Lutero.
La ULC enseña que la Biblia es la única fuente autorizada de doctrina. Se suscribe a las Confesiones Luteranas (el Libro de Concordia) como presentaciones precisas de lo que enseñan las Escrituras. Enseña que Jesús es el centro de las Escrituras y el camino a la salvación eterna, y que el Espíritu Santo usa el evangelio en la palabra y los sacramentos (bautismo, comunión y confesión y absolución) para llevar a las personas a la fe en Jesús como Salvador y mantenerlas en la fe, fortaleciéndoles en su vida diaria de santificación.
Las parroquias luteranas ucranianas se construyen de acuerdo con la arquitectura bizantina.
La Iglesia luterana ucraniana usa el sello de Lutero con una cruz ortodoxa en el centro como su emblema.

## Historia
El luteranismo ucraniano se originó en el siglo XVII. En 1933 se publicó la liturgia luterana ucraniana, la primera liturgia del luteranismo de rito bizantino.
La ULC tiene sus raíces en el luteranismo temprano en el siglo XVI y, más recientemente, en la Iglesia evangélica ucraniana de la Confesión de Augsburgo, que fue perseguida por la KGB y el gobierno soviético, que mantuvo una política de ateísmo estatal, en 1939. Desde 1939-1945, muchos clérigos luteranos bizantinos fueron martirizados por su fe. Theodor Yarchuk, un pastor que era un importante líder de la Iglesia evangélica ucraniana de la Confesión de Augsburgo, fue torturado y asesinado en Stanislaviv por las autoridades comunistas. Muchos laicos luteranos ucranianos también fueron enviados a los gulags, donde murieron.
En la diáspora, partes de la Iglesia luterana sobrevivieron. En 1989, Yaroslav Shepeliavets, pastor de una iglesia luterana ucraniana en Minnesota ordenó más de 100.000 biblias de Alemania, traducidas al ucraniano, una vez que los controles comunistas sobre la religión se relajaron a finales de la perestroika.
La ULC fue reorganizada en 1994 por varias congregaciones luteranas en Ucrania después de la caída de la Unión Soviética y la relajación de las restricciones a la expresión religiosa. Creció a través del trabajo misionero activo de la organización misionera del Sínodo Evangélico Luterano "Pensamientos de Fe", en las décadas de 1980 y 1990.
La ULC se considera legalmente como la sucesora del cuerpo de la iglesia anterior y se le ha otorgado el derecho de reclamar parte de la propiedad de la iglesia que había sido incautada por el gobierno soviético. La ULC se ha registrado oficialmente con el gobierno de Ucrania como denominación cristiana desde 1996.

## Afiliación
La ILU es miembro de la Conferencia Luterana Evangélica Confesional (CLEC), una organización mundial de iglesias luteranas.